# Seefeld (Szlezwik-Holsztyn)
Seefeld – miejscowość i gmina w Niemczech, w kraju związkowym Szlezwik-Holsztyn, w powiecie Rendsburg-Eckernförde, wchodzi w skład urzędu Mittelholstein. Do 31 grudnia 2011 gmina należała do urzędu Hanerau-Hademarschen.